# Dengeki Sentai Changeman
Dengeki Sentai Changeman (電撃戦隊チェンジマン (Điện kích Chiến đội Changeman) Dengeki Sentai Chenjiman), được dịch là Chiến đội Điện kích Changeman hoặc cũng có thể gọi là Chiến đội Earth Force là series thứ 9 nổi tiếng của Super Sentai trong năm 1985. Great Star League Gozma là tổ chức độc ác đã tiêu diệt nhiều hành tinh trong vũ trụ và Trái Đất dự định là mục tiêu tiếp theo của chúng.Những chiến sĩ của lực lượng phòng vệ Trái Đất canh gác thì chúng giết hết tất cả và chỉ còn 5 người sống sót sau này những người này biến thành Changeman và chiến đấu với tổ chức độc ác này

## Cốt truyện
Sau khi chinh phục hàng trăm hành tinh, Cụm sao Gozma đặt mục tiêu tới Trái Đất. Để bảo vệ nó, quân đội Nhật Bản thành lập Lực lượng Phòng vệ Trái Đất tinh nhuệ. Dưới sự chỉ huy của Chỉ huy Ibuki, lực lượng bắt đầu quá trình huấn luyện nghiêm ngặt.
Trong khi đó, nhằm loại bỏ những kẻ có nguy cơ cản trở cuộc xâm lược, Gozma quyết định loại bỏ những kẻ có nguy cơ lớn nhất cản trở cuộc xâm lược của chúng: quân đội. Sau một ngày huấn luyện khắc nghiệt, các tân binh của Lực lượng Phòng vệ Trái Đất đã chán ngấy cách làm tàn nhẫn của Ibuki và rời khỏi buổi huấn luyện, và chỉ đúng một buổi huấn luyện đó, không có buổi thứ hai. Ngay sau đó, họ bị quân Gozma tấn công. Năm sĩ quan sống sót tập hợp lại với nhau, bị đánh đập và kiệt sức nhưng không chịu rút lui trước mối đe dọa. Trái Đất rung chuyển, trao cho họ Năng Lượng Trái Đất, ban cho họ sức mạnh của những con thú thần thoại và biến họ thành Changemen. Với sức mạnh thần bí của Năng Lượng Trái Đất và công nghệ quân sự, các Changemen bắt đầu cuộc chiến chống lại Gozma.

## Nhân vật
- Hiryuu Tsurugi (剣 飛竜 (Kiếm Phi Long) Tsurugi Hiryū?) - Change Dragon (チェンジドラゴン Chenji Doragon?) (rồng)
- Shou Hayate (疾風 翔 (Tật Phong Tường) Hayate Shō?) - Change Griffin (チェンジグリフォン Chenji Gurifon?) (sư tử có cánh)
- Yuuma Oozora (大空 勇馬 (Đại Khổng Dũng Mã) Ōzora Yūma?) - Change Pegasus (チェンジペガサス Chenji Pegasasu?) (ngựa có cánh)
- Sayaka Nagisa (渚 さやか (Chử Sa Dã Hương) Nagisa Sayaka?) - Change Mermaid (チェンジマーメイド Chenji Māmeido?) (tiên cá)
- Mai Tsubasa (翼 麻衣 (Dực Ma Y) Tsubasa Mai?) - Change Phoenix (チェンジフェニックス Chenji Fenikkusu?) (phượng hoàng)

Bộ phim thành công với 55 tập và 2 movie.
Trong Kaizoku Sentai Gokaiger, sức mạnh tối thượng của Changeman bị đánh cắp bởi Basco, hắn lấy sức mạnh tối thượng của Changeman từ Hayate - Change Griffin nhưng Gokaiger đã lấy lại và Hayate đã trao lại cho Gokaiger

## Tập phim
1. "Tới rồi! Sức mạnh bí mật!!" (出現！秘密の力！ Shutsugen! Himitsu no Chikara!?)
2. "Sự phẫn nộ của Tinh Vương Bazoo" (星王バズーの怒り Seiō Bazū no Ikari?)
3. "Xung phong đi, tiểu đoàn!" (スクラム! 戦士団 Sukuramu! Senshi Dan?)
4. "Nụ hôn sau trận chiến" (キスは戦いの後で Kisu wa Tatakai no Ato de?)
5. "Lệnh bắt giữ Pegasus" (ペガサス逮捕指令 Pegasasu Taiho Shirei?)
6. "Mục tiêu của những nữ sinh trung học" (狙われた女子高生 Nerawareta Joshikōsei?)
7. "Người lính không gian buồn bã" (悲しき宇宙戦士! Kanashiki Uchū Senshi!?)
8. "Quý cô là ma cà rồng" (お嬢さんは吸血鬼 Ojōsan wa Kyūketsuki?)
9. "Tỏa sáng! Quả cầu thần kỳ chết chóc" (輝け! 必殺の魔球 Kagayake! Hissatsu no Makyū?)
10. "Đội quân xe không người lái đáng sợ" (恐怖の無人車軍団 Kyōfu no Mujin-sha Gundan?)
11. "S.O.S. Koko và Kiki" (SOSココとキキ Esu Ō Esu Koko to Kiki?)
12. "Mẹ là nàng tiên cá" (ママはマーメイド Mama wa Māmeido?)
13. "Ông bố bán đất" (地球を売るパパ Chikyū o Uru Papa?)
14. "Tấn công! Những con thằn lằn khổng lồ" (攻撃！巨大トカゲ Kōgeki! Kyodai Tokage?)
15. "Mai - Kị sĩ liều lĩnh" (暴走ライダー麻衣 Bōsō Raidā Mai?)
16. "Cô Gái Có Cánh" (翼を持った少女！ Tsubasa o Motta Shōjo!?)
17. "Con tàu ma bí ẩn của Nagasaki" (長崎の謎の幽霊船 Nagasaki no Nazo no Yūreisen?)
18. "Thử thách của Ahames" (アハメスの挑戦！ Ahamesu no Chōsen!?)
19. "Đặt cược vào Sayaka!!" (さやかに賭けろ！ Sayaka ni Kakero!?)
20. "Cuộc phản công vĩ đại! Giluke" (大逆襲！ギルーク Dai Gyakushū! Girūku?)
21. "Ngôi sao lớn của Gozma" (ゴズマの大スター Gozuma no Dai Sutā?)
22. "Người lính biến mất trong gương" (鏡に消えた戦士 Kagami ni Kieta Senshi?)
23. "Chú nhóc cưỡi cá heo" (イルカに乗る少年 Iruka ni Noru Shōnen?)
24. "Gyodai tẩu thoát" (ギョダーイの家出 Gyodāi no Iede?)
25. "Hát lên với chất giọng tuyệt vời" (歌え！大きな声で Utae! Ōki na Koe de?)
26. "Tình đầu tuổi 20 của Mai" (麻衣20歳の初恋 Mai Hatachi no Hatsukoi?)
27. "Giấc mơ cha mẹ và con cái của Gētā" (ゲーター親子の夢 Gētā Oyako no Yume?)
28. "Cây bút sáp màu nguyền rủa" (呪われたクレヨン Norowareta Kureyon?)
29. "Bảo vệ bông hoa! Bướm ma" (花を守れ！幻の蝶 Hana o Mamore! Maboroshi no Chō?)
30. "Chạy thôi, Pegasus!" (走れ！ペガサス！ Hashire! Pegasasu!?)
31. "Tiết lộ! Bí ẩn của Bazoo" (暴け！バズーの謎 Abake! Bazū no Nazo?)
32. "Nana: Cuộc hội ngộ nguy hiểm" (ナナ！危険な再会 Nana! Kiken na Saikai?)
33. "Sự kết thúc của Girook?" (ギルークの最期！？ Girūku no Saigo!??)
34. "Ahames Khủng khiếp" (恐ろしきアハメス Osoroshiki Ahamesu?)
35. "Trái Đất ơi! Giúp chúng tôi!" (地球よ！助けて！ Chikyū yo! Tasukete!?)
36. "Hãy nhìn vào sức mạnh của chúng ta!" (見たか！俺達の力 Mita ka! Oretachi no Chikara?)
37. "Dragon biến mất" (消えたドラゴン！ Kieta Doragon!?)
38. "Bóng chày ma" (幽霊ベースボール Yūrei Bēsubōru?)
39. "Trốn Tìm Đáng Sợ" (恐怖のかくれんぼ Kyōfu no Kakurenbo?)
40. "Viên kẹo lạ lùng" (おかしなお菓子 Okashi na Okashi?)
41. "Hoàng tử mất tích của các vì sao" (消えた星の王子！ Kieta Hoshi no Ōji!?)
42. "Nana mặc đồ thủy thủ" (セーラー服のナナ Sērāfuku no Nana?)
43. "Siêu Giluke" (スーパーギルーク Sūpā Girūku?)
44. "Để đó cho Mai!!" (麻衣におまかせ！ Mai ni O-makase!?)
45. "Cô gái cầu vồng Ira" (虹色の少女アイラ Nijiiro no Shōjo Aira?)
46. "Sheema mỹ miều" (美しきシーマ！ Utsukushiki Shīma?)
47. "Nước mắt cha mẹ và con cái Gētā" (ゲーター親子の涙 Gētā Oyako no Namida?)
48. "Cơn bão tình yêu của cướp biển Booba" (海賊ブーバ愛の嵐 Kaizoku Būba Ai no Arashi?)
49. "Chiến binh quái thú Sheema buồn" (哀しきシーマ獣士 Kanashiki Shīma Jūshi?)
50. "Ngày Gozma run rẩy" (ゴズマが震えた日 Gozuma ga Furueta Hi?)
51. "Nana, nói cho anh ấy biết đi!!" (ナナよ！伝えて！ Nana yo! Tsutaete!?)
52. "Booba chết trên Trái Đất" (ブーバ地球に死す Būba Chikyū ni Shisu?)
53. "Ahames rực lửa" (炎のアハメス！ Honō no Ahamesu!?)
54. "Vụ nổ lớn Girook!" (ギルーク大爆発！ Girūku Dai Bakuhatsu!?)
55. "Chia tay nhé, những người bạn không gian" (さらば宇宙の友よ Saraba Uchū no Tomo yo?)